# Oye mi canto (Hear my Voice)
«Oye mi canto (Hear my Voice)» es el cuarto sencillo de Gloria Estefan para su álbum Cuts Both Ways. Lanzado en 1989.

## Información general
La canción de Gloria contiene influencias de sus raíces artísticas, como en el estilo de Miami Sound Machine, y es muy al estilo de "Conga" y "Rhythm Is Gonna Get You". 
Aunque la canción no alcanzó el éxito en los EE. UU., en Europa, aumentó la popularidad de Gloria. Además, obtuvo su primer MTV Video Music Award por la canción "International Viewer's Choice Awards" en la ceremonia de 1990. 
Esta canción le produjo problemas judiciales con Eddie Palmieri sobre un plagio de su canción Páginas de Mujer, en la cual se solucionó en 1995.
La remezcla de la canción fueron creados por: Pablo Flores, quien hizo más remixes de Gloria, así como Keith Cohen y David Morales.

## Medios usados
- En 2006 condujo el programa de televisión argentino Oye mi canto con Connie Ansaldi por América, donde estaba destacándose a la música en un certamen como profesionales participantes famosos.

## Formatos
12" sencillo vinilo  Estados Unidos
1. "Oye Mi Canto (Hear My Voice)" (Def 12" Mix)
2. "Oye Mi Canto (Hear My Voice)" (Def Dub Mix)
3. "Oye Mi Canto (Hear My Voice)" (House Mix)
4. "Oye Mi Canto (Hear My Voice)" (12" Pablo Mix)
5. "Oye Mi Canto (Hear My Voice)" (Pablo Dub Mix)
6. "Oye Mi Canto (Hear My Voice)" (Spanish Version)

Cd edición limitada  Reino Unido
1. "Oye Mi Canto (Hear My Voice)" (Edit)
2. "Oye Mi Canto (Hear My Voice)" (Album Version)
3. "Rhythm Is Gonna Get You"
4. "Conga"

## Listas
| Listas (1990)                   | Mejor posición |
| ------------------------------- | -------------- |
| German Singles Chart            | 28             |
| Irish Singles Chart             | 7              |
| Dutch Singles Chart             | 8              |
| Sweden Singles Chart            | 14             |
| UK Singles Chart                | 16             |
| U.S. Billboard Hot 100          | 48             |
| U.S. Billboard Hot Latin Tracks | 10             |

- Datos: Q7116258